# Willem Gerard van Nouhuys
Willem Gerard van Nouhuys (Zaltbommel, 22 juni 1854 – Den Haag, 31 augustus 1914) was een auteur die voornamelijk bekendheid verwierf als dramaticus en criticus op het gebied van letterkunde en toneel. Hij was ook bekend onder het pseudoniem G. Waalner, verwijzend naar zijn aan de Waal gelegen geboorteplaats, en schreef onder deze naam meerdere dichtbundels.

## Biografie
Van Nouhuys werd 1854 geboren te Zalbommel en heeft vanaf jonge leeftijd altijd de intentie gehad om zich te gaan verdiepen in de literatuur en letterkunde al dan niet door te gaan studeren. Dit werd hem, na de de lagere school en een driejarige cursus op de Hoogere-Burgerschool aldaar, min of meer onmogelijk gemaakt door zijn vader die het als zijn plicht zag om als fabrikant en koopman werkzaam te zijn in het familiebedrijf. 
Zaltbommel was een plaats waar, naast zichzelf, weinig tot geen belangstellende waren op het gebied van letterkunde. Zijn liefde voor de literatuur zorgde ervoor dat hij vaak eenzaam, verdiepend, inspirerend en schrijvend doorbracht. Zo heeft hij zonder hulp Grieks, Latijn en Italiaans eigen weten te maken, onder anderen William Shakespeare en Dante Alighieri leren verstaan, welke leidend waren voor zijn latere succesvolle stukken, zich verdiept in de Noorse literatuur en de vaderlandse letterkunde. In 1885 werd hem uiteindelijk door Koninklijk besluit een vergunning verleend om onderwijs in de Nederlandse letterkunde te mogen geven. Onder zijn pseudoniem Waalner wijdde hij zich vooral aan de dichtkunst en schreef hij enkele poëtische stukken, waaruit bleek dat zijn voorkeur vooral uitging naar proza.

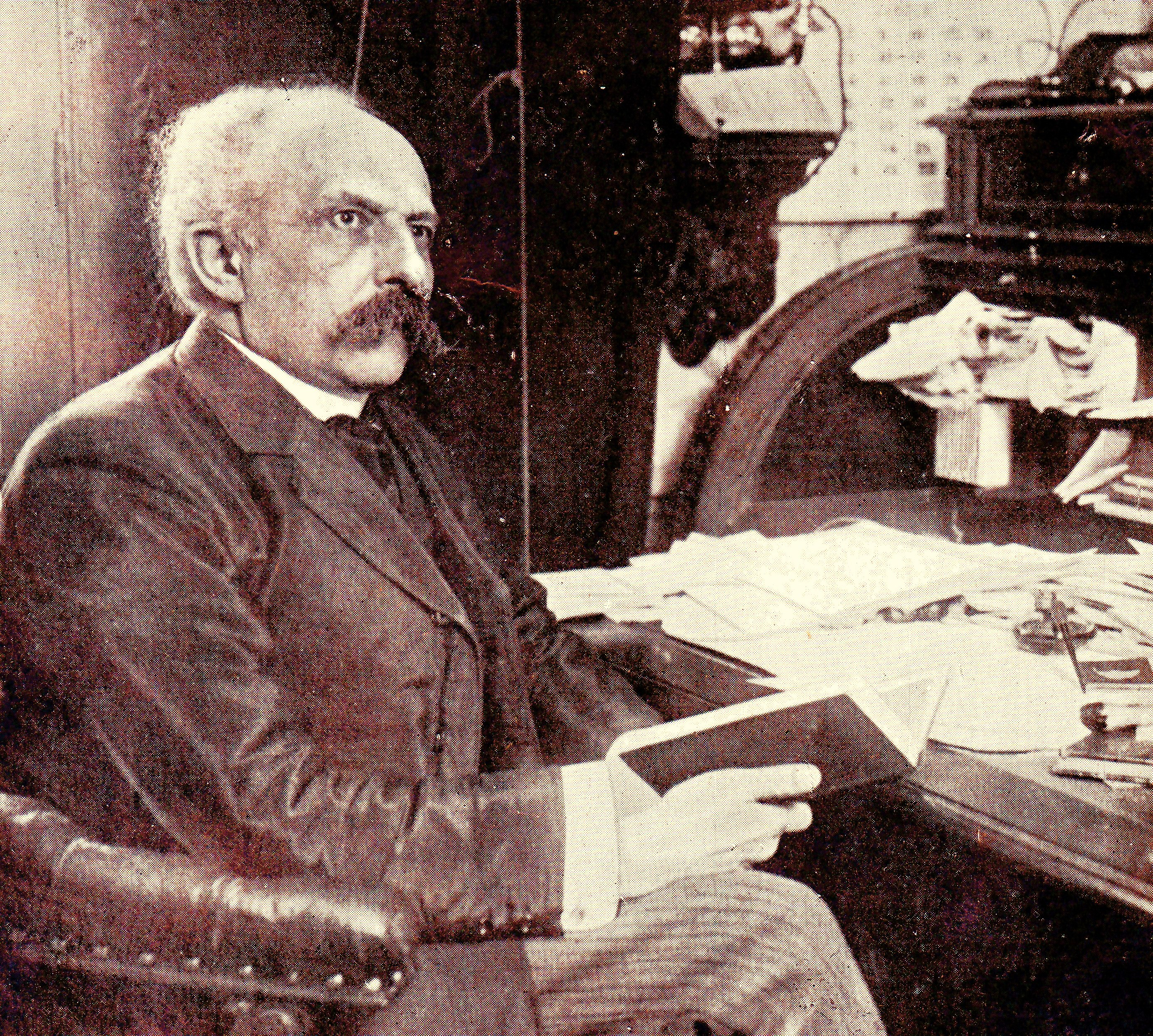
Willem Gerard van Nouhuys.

Voordat Van Nouhuys in 1891 defenitief naar Den Haag vertrok om zich geheel te wijden aan de letterkunde, was hij onder andere werkzaam als mederedacteur bij het tijdschrift De Lantaarn in 1886 en 1887 en sinds 1888 bij De Nederlandsche Spectator.
Daarnaast schreef hij, wat later zijn eerste grote succes bleek, het toneelstuk Eerloos in 1890. 
In zijn Haagse periode groeide Van Nouhuys uit tot een buitengewoon toneelschrijver van betekenis. Ook als criticus werd hij geroemd, voornamelijk om de persoonlijkheid gezien die tijd. Van Nouhuys schreef verder realistische verhalen en gedegen kritieken over buiten- en binnenlandse literatuur, zoals zijn gelijknamige biografie over Walt Whitman in 1895 en Nederlandsche belletrie 1901-1903 (1904). Daarnaast was hij mederedacteur van De Gids, letterkundig medewerker aan Het Vaderland en medeoprichter van het tijdschrift Groot Nederland. 
Het toneelwerk van Van Nouhuys werd in Nederland met lof ontvangen. Voornamelijk zijn bekendste werken (Eerloos, Het goudvischje, In kleinen kring), die ook door beroepstoneel werden gespeeld, kenden een zeker buitenlands succes. In Duitsland, Wiesbaden en Berlijn, was in Else Otten's vertaling ‘Gekaufte Liebe’ (‘Het Goudvischje’) een succes, in Londen draaide The Goldfish, in een vertaling van Alexander Teixeira de Mattos, in The independent theatre van Jacob Thomas Grein. In kleinen Kring, Eerloos en Het Goudvischje zijn bij Schillemans & van Belkum (Thieme's Boek- en Muziekhandel) uitgegeven, eerst afzonderlijk in de Tooneelbibliotheek, daarna gezamenlijk. In Antwerpen zijn beide stukken meermalen in De Vlaamsche Schouwburg gespeeld. Het goudvischje is een Nederlandse stomme film uit 1919 die gebaseerd is op het gelijknamige werk van Van Nouhuys.

## Werken (selectie)

### Dichtkunst
- Poëzie (1879)
- Gedichten en Gedachten (1882)

### Roman
- Eenzamen (1893)
- Zijn Kind (1895)
- Dageraad (1899)

### Drama
- Eerloos (1892)
- Het goudvischje (1893)
- Een Keerpunt (1905)

### Literaire kritiek
- Letterk. Opstellen (1894)
- Ned. Belletrie (1904)
- Van over de Grenzen (1906)
- Uit Noord en Zuid-nederland (1906).